# Riceboro (Géorgie)
Riceboro est une ville américaine située dans le comté de Liberty, en Géorgie. Selon le recensement de 2020, sa population est de 615 habitants.